# Ford "Poissy"
 (juin 2024).
Le Ford « Poissy » était un camion produit par Ford SAF de 1940 à 1949.

## Description
En tant que constructeur français, Matford a accès aux marchés de l'Administration et fournit dès 1937 des camionnettes V8-75 de 1,5 tonne, équipées d'un moteur de 2,2 litres. En raison de leur puissance supérieure (60 ch contre 45 pour les Renault ADK), ces véhicules sont attribués aux régiments de montagne et d'outre-mer.
À l'automne 1939, Matford transfère ses ateliers de l'usine Mathis de Strasbourg, trop menacée par la potentielle invasion allemande, dans la nouvelle usine Ford de Poissy où, à la demande des autorités militaires, la fabrication d'un nouveau camion de 5 tonnes à cabine avancée est lancée en mars 1940, le V8-F-917 WS et F997WS équipé du moteur Ford de 3 621 cm3. Ce camion était basé sur le même châssis et avait une version modifiée du moteur V8 du camion Ford 77-81.
Le plan de mobilisation (Plan E) prévoyait la production de 8 545 camions par mois et a attribué à Matford la fabrication d'un camion de 5 tonnes. La commande portait sur 1 200 exemplaires par mois. Matford, qui ne disposait pas d'un modèle de cette charge, a tenté de le fabriquer, en équipant le châssis du V8 F 817 de 4 mètres du moteur essence Ford V8 de 3,6 litres et d'une cabine avancée. Le prototype est validé par les militaires qui confirment, en septembre 1939, une commande de 5 000 exemplaires avec un début de livraison au début de l'année 1940. L'hiver 1939/40 est très rigoureux et les militaires reviennent plusieurs fois sur leur décision. La commande de 1 200 exemplaires par mois est réduite à 750 exemplaires. La production du camion de 5 tonnes ne démarrera effectivement qu'en mars 1940, mois où 99 exemplaires seront livrés. Environ 1 200 exemplaires ont été produits avant l'évacuation de l'usine en juin 1940.
Après l'armistice, la filiale allemande Ford de Cologne prend le contrôle de Ford SAF et la société Matford est dissoute en juin 1941. C'est sous la marque Ford que la commercialisation des camions Matford de 3,5 et 5 tonnes reprendra à la Libération, en 1949.
Au Salon de Paris, en octobre 1949, Ford SAF présente le prototype d'un nouveau camion pour remplacer les Ford "Poissy" de 3,5 et 5 tonnes datant de 1939. Ce camion baptisé "Cargo" est proposé avec deux motorisations :
- essence, moteur V8 FO 9 de 3,9 litres développant une puissance de 100 ch SAE,
- diesel, moteur L6 FOY Hercules américain de 4,0 litres développant 95 ch SAE.